# Michel Aïkpé
Michel Aïkpé (* 1942 in Bohicon, Kolonie Dahomey, heute: Benin; † 20. Juni 1975) war ein Politiker aus Benin und Offizier der Streitkräfte Benins (Forces armées).

## Leben
Aïkpé besuchte zunächst eine Grundschule in seiner Geburtsstadt Bohicon und die technisch-militärische Schule in Bingerville. Danach setzte er seine Ausbildung in Frankreich fort, zuerst in Straßburg, dann an der Militärschule Saint-Cyr, wo er ein Diplom in experimenteller Wissenschaft erlangte sowie schließlich am militärischen Trainingszentrum in Mont-Louis, wo er sich zum Ausbilder fortbildete. Anschließend kehrte er nach Dahomey zurück und wurde Kommandeur der in Ouidah stationierten ersten Kompanie der Luftlandetruppen. 1966 schloss er sich dem Militärrat an, der nach einem Putsch im Vorjahr an die Macht gekommen war und wurde 1967 deren Vizepräsident. Aïkpé gehörte zur marxistischen Gruppe innerhalb der Armee.
Am 8. Mai 1968 wurde Aïkpé als Leutnant (Sous-Lieutenant) erstmals Minister für Inneres und Sicherheit (Ministre de l’Interieur et de la Securité) in der Militärregierung von Oberstleutnant Alphonse Amadou Alley und damit Nachfolger von Hauptmann Barthélemy Ohouens, der Minister für Justiz und Gesetzgebung wurde. Das Ministeramt bekleidete er bis zum 17. Juli 1968. Später wurde er zum Hauptmann befördert. Nach dem Sturz des dreiköpfigen Präsidialrates von Coutoucou Hubert Maga, Justin Ahomadégbé und Sourou-Migan Apithy durch einen von ihm, Michel Alladaye und Janvier Assogba geplanten Putsch unter Führung von Mathieu Kérékou am 26. Oktober 1972 übernahm er abermals das Amt des Ministers für Inneres und Sicherheit. Zusätzlich wurde er 1975 zusätzlich Präfekt des Département Borgou. Im gleichen Jahr erfolgte Aïkpés Beförderung zum Major. Nach einer Regierungsmitteilung wurde er am 20. Juni 1975 von der Präsidialgarde getötet, nachdem er Ehebruch mit der Ehefrau von Präsident Mathieu Kérékou begangen haben soll.